# Beşir Atalay
 (août 2024).
Si vous disposez d'ouvrages ou d'articles de référence ou si vous connaissez des sites web de qualité traitant du thème abordé ici, merci de compléter l'article en donnant les références utiles à sa vérifiabilité et en les liant à la section « Notes et références ».
Beşir Atalay, né le 1er avril 1947 à Keskin, province de Kırıkkale), est un sociologue, professeur d'université, homme politique turc et membre du gouvernement turc.

## Biographie
Besir Atalay commence ses études universitaires à la faculté du droit de l'université d'Ankara. Il écrit ses thèses de maîtrise et de doctorat à la faculté de la microéconomie de l'université Atatürk à Erzurum. Il est professeur de l'université Atatürk, de l'université Marmara et professeur invité de l'University of Michigan. En 1983, Atalay devient agrégé. Il est recteur de l'université Kırıkkale est aussi coordinateur du centre des recherches sociaux à Ankara. 
Il est ministre d'État des 58e (cabinet Gül) et 59e (gouvernement Erdoğan I) cabinet de la République de Turquie, membre du gouvernement Erdoğan II (le ministre de l'Intérieur). Depuis 6 juillet 2011, il est le vice-premier ministre du gouvernement Erdoğan III